# Puerto del Portelo
El puerto del Portelo (en gallego: Alto do Portelo) es un puerto de montaña situado en la aldea de El Portelo, en el extremo meridional de la Sierra de Ancares. Con una altitud de 1068 m s. n. m., comunica el municipio de Cervantes en la provincia de Lugo con el de Balboa en la de Provincia de León.
Para cicloturismo, se puede acceder desde Doiras, en Galicia, o desde Ambasmestas o Balboa desde El Bierzo. Es un puerto de segunda categoría con dificultad moderada.

## Mapa interactivo
El entorno del puerto del Portelo se puede conocer en el mapa interactivo que sigue; pulsando sobre él se abre en pantalla completa, con icono X en la esquina superior derecha, que lo cierra y retorna a este artículo.